# Pipa carvalhoi
Pipa carvalhoi är en groddjursart som först beskrevs av Miranda-Ribeiro 1937.  Pipa carvalhoi ingår i släktet Pipa och familjen pipagrodor. IUCN kategoriserar arten globalt som livskraftig. Inga underarter finns listade i Catalogue of Life.